# スミチルビン
スミチルビン(smitilbin)は、フラボノイドの一種のフラバノノールに分類される化合物である。ラムノシドであり、ドブクリョウに含まれる。

## 利用
スミチルビンは、免疫的な肝細胞の損傷からの保護に用いられる。

## 関連化合物

ネオスミチルビン

ネオスミチルビンは、スミチルビンの立体異性体である。